# Michel Aoun (Bischof)
Michel Aoun (* 2. Juni 1959 in Dammour) ist ein libanesischer Geistlicher und maronitischer Bischof von Jbeil.

## Leben
Michel Aoun empfing am 9. Juni 1984 die Priesterweihe.
Papst Benedikt XVI. bestätigte am 16. Januar 2012 die Ernennung zum Bischof von Jbeil. Der Maronitische Patriarch von Antiochien und des ganzen Orients, Béchara Pierre Raï OMM, spendete ihm am 25. Februar desselben Jahres die Bischofsweihe; Mitkonsekratoren waren Samir Mazloum, emeritierter Kurienbischof in Antiochia, und Paul Youssef Matar, Erzbischof von Beirut. Die Amtseinführung in seiner Diözese fand am Tag nach der Bischofsweihe statt.
Papst Franziskus ernannte ihn am 11. Oktober 2018 zusätzlich zum Apostolischen Visitator für die in Rumänien und Bulgarien lebenden maronitischen Gläubigen.